# Lutjanus guilcheri
Lutjanus guilcheri és una espècie de peix de la família dels lutjànids i de l'ordre dels perciformes.

## Morfologia
- Els mascles poden assolir 60 cm de longitud total.[4][5]

## Alimentació
Menja peixos i crustacis.

## Hàbitat
És un peix marí de clima tropical que viu entre 70-100 m de fondària.

## Distribució geogràfica
Es troba a Madagascar, Sri Lanka i la Badia de Bengala.